# Лебенишкяй
Лебенишкяй (Лебенишки) (лит. Lebeniškiai) — деревня в Биржайском районе Каунасского уезда Литвы.

## История
Поселение основано выходцами из России благодаря столыпинской Земельной реформе, проводившейся в начале XX века в рамках российской государственной программы.

## Достопримечательности

### Никандровская церковь
Православный храм. Автор архитектурного проекта церкви — А. А. Шпаковский. Построена по поручению виленского владыки архиепископа Никандра (Молчанов). Работы по возведению начались в 1909 году. По желанию местных жителей церковь освящена во имя священномученика Никандра, епископа Мирского. Освящена 18 октября 1909 года Вилкомирским благочинным протоиереем Павлом Левиковым, при большом присутствии крестьян из окрестных деревень и в присутствии членов Паневежского отдела Союза Русского народа.